# Solanum brachistotrichum
Solanum brachistotrichum là loài thực vật có hoa trong họ Cà. Loài này được (Bitter) Rydb. miêu tả khoa học đầu tiên năm 1924.